# Айсин, Руслан Валерьевич
Русла́н Вале́рьевич А́йсин (тат. Руслан Валерий улы Айсин; род. 22 апреля 1980, Ульяновск) — татарский общественный деятель и журналист. Председатель Всемирного форума татарской молодёжи (2008—2012). Колумнист издания «Idel.Реалии». Руководитель проекта ТатПолит.

## Биография
Родился 22 апреля 1980 года в Ульяновске. Этнический татарин.
Учился в гимназии № 2 имени Шигабутдина Марджани в Казани. В 2003 году окончил исторический факультет Казанского университета (сейчас Казанский федеральный университет).
Работал руководителем пресс-центра Казанского федерального университета и начальником отдела во Всемирном конгрессе татар. В 2008—2012 годах являлся председателем Всемирного форума татарской молодёжи.
Переехал в Москву. Являлся учеником и личным помощником философа Гейдара Джемаля.
В 2022 году осудил вторжение России в Украину, активно выступал с критикой российской политики и уехал из России в Турцию.
В марте 2023 года Минюст России включил его в список физических лиц — «иностранных агентов». Сознательно отказался ставить плашку «иностранного агента». В марте 2024 года против него были возбуждены уголовные дела за неисполнение обязанностей «иностранного агента» (часть 2 статьи 330.1 УК РФ) и «реабилитацию нацизма» (часть 4 статьи 354.1 УК РФ). Стал четвёртым известным фигурантом дела о неисполнении обязанностей «иностранного агента».
В мае 2024 года проходил обыск в доме бывшей жены Айсина в Набережных Челнах.

## Деятельность
Активно публиковался в региональных СМИ Татарстана. Колумнист издания «Idel.Реалии». Публикуется в СМИ по татарским национальным вопросам и вопросам о положении ислама в России.
Руководитель общественно-политического движения «ТатПолит». Главный редактор концептуального журнала «Поистине». Выступает за независимость Татарстана.